# Winthemia terrosa
Winthemia terrosa là một loài ruồi trong họ Tachinidae.